# Timabiara bahiensis
Timabiara bahiensis là một loài bọ cánh cứng trong họ Cerambycidae.